# Timeless 2013
Tournées par Mylène Farmer
Tour 2009 Live 2019
Timeless 2013 est la sixième série de concerts de Mylène Farmer. Soutenant l'album Monkey Me, cette tournée mène la chanteuse dans les plus grandes salles de France (dont dix soirs à Bercy), de Belgique, de Suisse, mais aussi de Russie et de Biélorussie, réunissant plus de 500 000 spectateurs.
Entourée de robots-danseurs, d'un écran géant de 660 m² ou encore d'une nacelle survolant le public, Mylène Farmer conçoit avec Laurent Boutonnat un spectacle futuriste dans lequel elle souhaite « humaniser la technologie », et fait de nouveau appel à Yvan Cassar pour la direction musicale, Jean-Paul Gaultier pour les costumes et Mark Fisher pour la scénographie.
Enregistré en septembre 2013 à la Halle Tony-Garnier de Lyon, l'album Timeless 2013 paraît le 9 décembre 2013 (trois jours après la dernière date de la tournée). Certifié disque de platine en France et disque d'or en Belgique, il se vend à plus de 200 000 exemplaires.
Après avoir été diffusé au cinéma le 27 mars 2014 pour une séance unique (battant le record du nombre de spectateurs pour ce type d'évènement), le DVD du spectacle paraît le 16 mai 2014. En un mois, il s'écoule à plus de 170 000 exemplaires en France, où il est certifié DVD de diamant et reste n°1 des ventes durant 21 semaines.

## Histoire

### Genèse
Trois ans après son Tour 2009 qui l'a menée sur la scène du Stade de France et deux ans après le grand succès de Bleu noir (son premier album réalisé sans Laurent Boutonnat), Mylène Farmer annonce en septembre 2012 une nouvelle tournée pour l'automne 2013, Timeless 2013, incluant dix soirs à Bercy, ainsi qu'un nouvel album entièrement composé par Laurent Boutonnat. Pour la chanteuse, le nom de cette tournée évoque l'intemporalité.

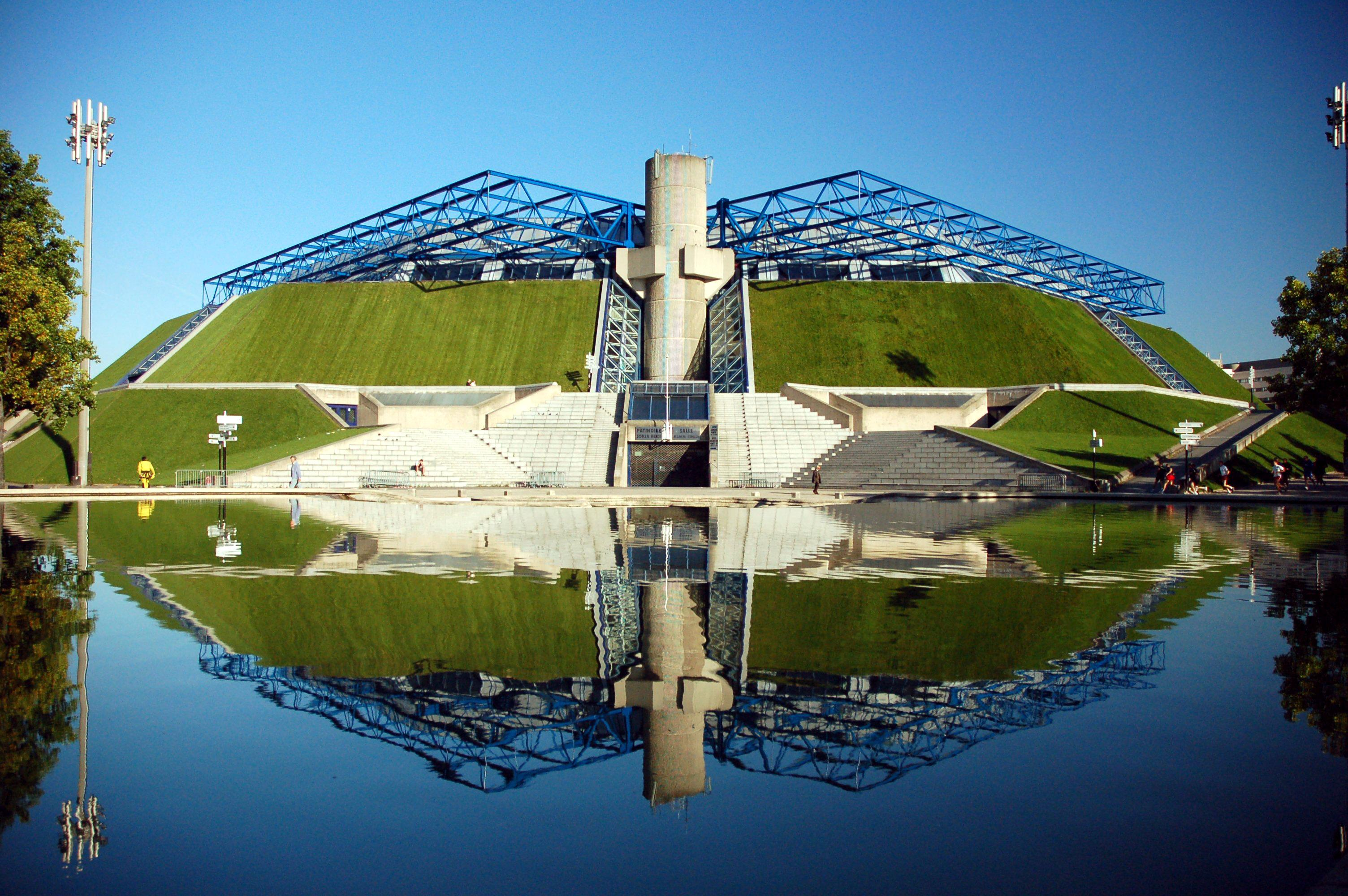
Le Palais omnisports de Paris-Bercy.

La mise en vente des places de concerts le 4 octobre 2012 enregistre des records : près de 200 000 places sont vendues en une seule journée, et plusieurs dates supplémentaires sont alors ajoutées.
Porté par le single À l'ombre, qui atteint la 1re place des ventes, l'album Monkey Me sort le 3 décembre 2012. Classé directement no 1 du Top Albums, il enregistre la plus grosse vente hebdomadaire de l'année 2012.
Écoulé à plus de 500 000 exemplaires en moins d'un mois, il reçoit un disque de diamant en France ainsi qu'un disque de platine en Belgique.

Le single suivant, la ballade Je te dis tout, sort en janvier 2013 et atteint la 3e place du Top 50, tout comme le titre pop rock Monkey Me. Ce dernier paraît quelques jours avant la première date de la tournée qui débute le 7 septembre 2013 par dix soirs à Bercy.

### Conception
Pour son sixième spectacle, Mylène Farmer conçoit avec Laurent Boutonnat une ambiance assez futuriste, dans lequel elle souhaite « humaniser la technologie ». Ensemble, ils font de nouveau appel à Mark Fisher, le scénographe qui avait signé le décor de ses deux précédents spectacles (Avant que l'ombre… À Bercy en 2006 et le Tour 2009).

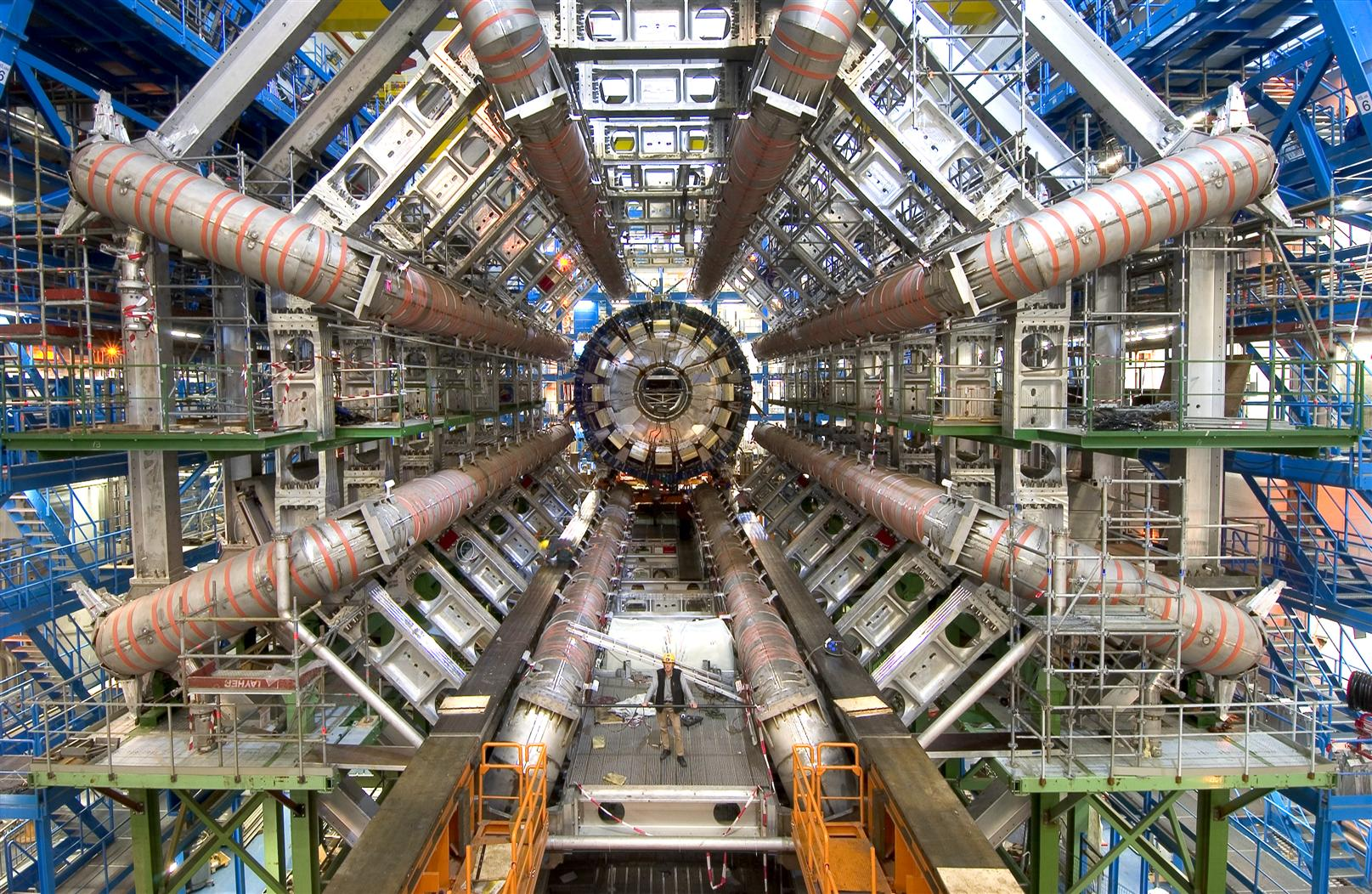
Le détecteur de particules ATLAS.

D'un budget de 30 millions d'euros, cette tournée, dont le décor est inspiré par le détecteur de particules ATLAS du CERN, dévoile notamment cinq robots-danseurs de plus de deux mètres de haut créés par la société RoboLounge, un écran géant de 660 m² ou encore une nacelle survolant le public.
La direction musicale est de nouveau confiée à Yvan Cassar, qui participe à la réorchestration des chansons et retrouve certains musiciens présents sur de précédents spectacles, comme le pianiste Eric Chevalier, le batteur Charles Paxson, le guitariste Greg Suran et les choristes Estha Divine et Johanna Manchec.

Mylène Farmer crée avec Christophe Danchaud la plupart des chorégraphies, et s'entoure de six danseurs masculins qui s'étaient déjà illustrés sur les clips de Du Temps (2011) et À l'ombre (2012).
Jean-Paul Gaultier, qui avait signé les costumes du Tour 2009, réalise également ceux de ce nouveau spectacle.

### Affiche
L'affiche de cette tournée crée la stupeur dès sa diffusion : sur cette photo en noir et blanc prise par Hervé Lewis, Mylène Farmer apparait avec les cheveux blancs et un œil bleu, couvrant avec ses mains une partie de son visage (un œil, une oreille et une partie de la bouche).
Cette même photo, qui évoque les trois Singes de la sagesse, sera utilisée en gros plan pour la pochette de l'album Monkey Me.

## Description du spectacle
Composé de 22 titres, ce spectacle comprend :
- cinq titres issus de l'album Monkey Me : les singles À l'ombre, Je te dis tout et Monkey Me, ainsi qu'Elle a dit et À force de... ;
- quatre titres issus de l'album Bleu noir : les singles Oui mais... non et Bleu noir, ainsi que Diabolique mon ange et Inséparables ;
- des titres présents sur les albums Cendres de lune (Maman a tort, dont elle fait interpréter le premier couplet au public), Ainsi soit je... (Sans contrefaçon), L'Autre... (Désenchantée, Je t'aime mélancolie), Anamorphosée (XXL, Comme j'ai mal, Rêver), Avant que l'ombre... (L'Amour n'est rien..., Et pourtant...) et sur les Best of Les mots (Les mots, C'est une belle journée) et 2001-2011 (Slipping Away (Crier la vie) en duo avec Moby) ;
- une reprise de la chanson de Tears for Fears, Mad World, que la chanteuse interprète en piano-voix en duo avec Gary Jules ;
- un titre instrumental servant d'introduction, Timeless Genesis.

À partir du 27 octobre 2013, lors du passage de la chanteuse en Biélorussie et en Russie, Elle a dit est remplacé par L'Amour n'est rien..., un titre qui a connu un grand succès dans ces pays. À son retour en France, et pour toutes les dates restantes, Mylène Farmer continuera d'interpréter L'Amour n'est rien... à la place d'Elle a dit.

En Russie et en Biélorussie, elle n'a pas fait chanter au public l'extrait de Maman a tort.

### Liste des chansons
| No  | Titre                                                                           | Paroles             | Musique                                              | Durée |
| --- | ------------------------------------------------------------------------------- | ------------------- | ---------------------------------------------------- | ----- |
| 1.  | Timeless Genesis                                                                |                     | Laurent Boutonnat                                    |       |
| 2.  | À force de...                                                                   | Mylène Farmer       | Laurent Boutonnat                                    |       |
| 3.  | Comme j'ai mal                                                                  | Mylène Farmer       | Laurent Boutonnat                                    |       |
| 4.  | C'est une belle journée                                                         | Mylène Farmer       | Laurent Boutonnat                                    |       |
| 5.  | Monkey Me                                                                       | Mylène Farmer       | Laurent Boutonnat                                    |       |
| 6.  | Slipping Away (Crier la vie) (en duo avec Moby)                                 | Moby, Mylène Farmer | Moby                                                 |       |
| 7.  | Elle a dit (jusqu'au 19 octobre) L'Amour n'est rien... (à partir du 27 octobre) | Mylène Farmer       | Laurent Boutonnat Mylène Farmer et Laurent Boutonnat |       |
| 8.  | Oui mais... non                                                                 | Mylène Farmer       | RedOne                                               |       |
| 9.  | Mad World (en duo avec Gary Jules)                                              | Roland Orzabal      | Roland Orzabal                                       |       |
| 10. | Les mots (en duo avec Gary Jules)                                               | Mylène Farmer       | Laurent Boutonnat                                    |       |
| 11. | Je te dis tout                                                                  | Mylène Farmer       | Laurent Boutonnat                                    |       |
| 12. | Et pourtant                                                                     | Mylène Farmer       | Laurent Boutonnat                                    |       |
| 13. | Désenchantée                                                                    | Mylène Farmer       | Laurent Boutonnat                                    |       |
| 14. | Bleu noir                                                                       | Mylène Farmer       | Moby                                                 |       |
| 15. | Diabolique mon ange                                                             | Mylène Farmer       | Darius Keeler                                        |       |
| 16. | Sans contrefaçon                                                                | Mylène Farmer       | Laurent Boutonnat                                    |       |
| 17. | Maman a tort (extrait)                                                          | Jérôme Dahan        | Laurent Boutonnat et Jérôme Dahan                    |       |
| 18. | Je t'aime mélancolie                                                            | Mylène Farmer       | Laurent Boutonnat                                    |       |
| 19. | XXL                                                                             | Mylène Farmer       | Laurent Boutonnat                                    |       |
| 20. | À l'ombre                                                                       | Mylène Farmer       | Laurent Boutonnat                                    |       |
| 21. | Inséparables                                                                    | Mylène Farmer       | Moby                                                 |       |
| 22. | Rêver                                                                           | Mylène Farmer       | Laurent Boutonnat                                    |       |

### Résumé du spectacle

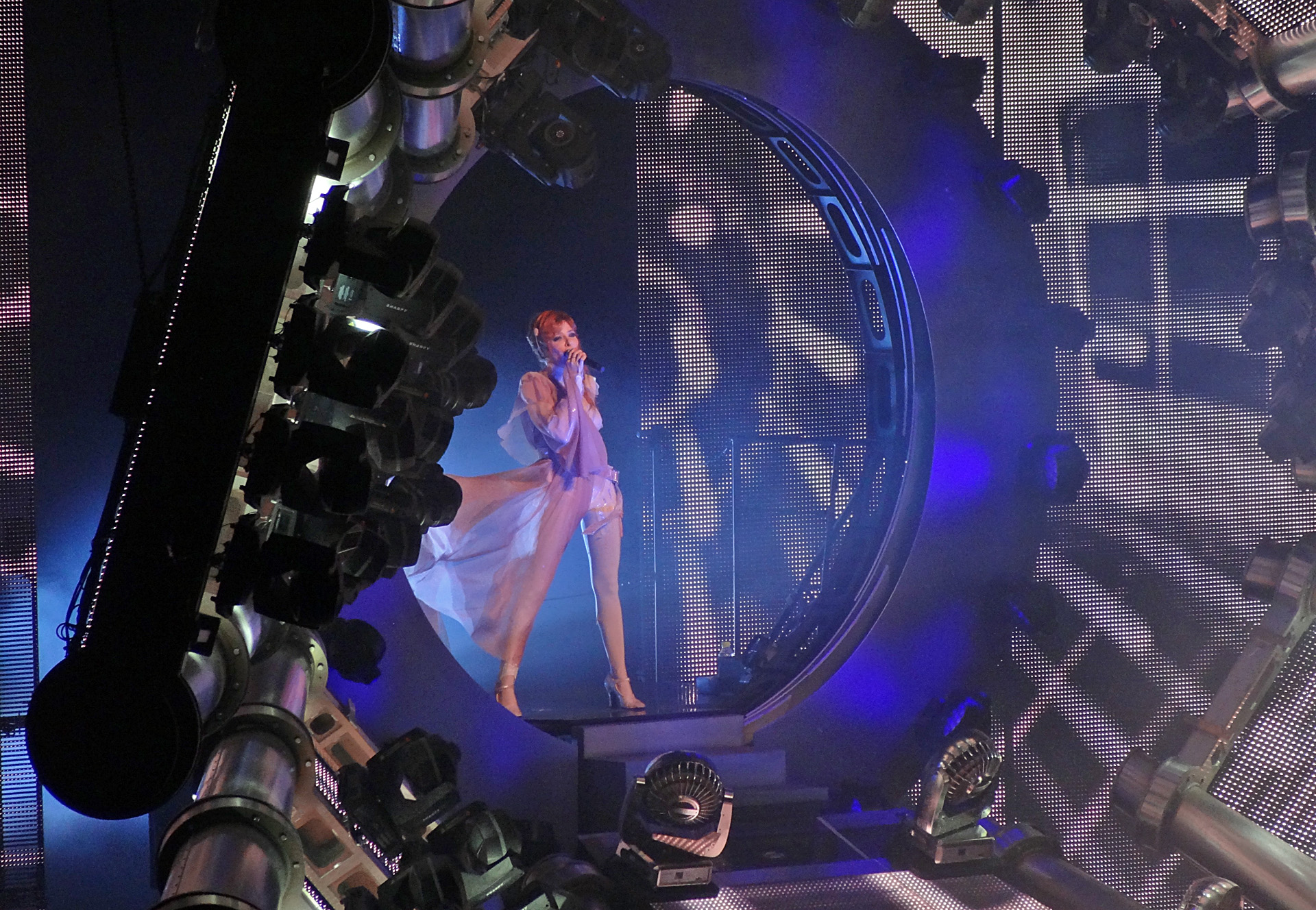
L'entrée en scène de Mylène Farmer.

Derrière un rideau de LED, des centaines de particules apparaissent sur un écran géant, finissant par s'assembler et former la photo de Mylène Farmer présente sur l'affiche de la tournée.
Les particules se dissolvent ensuite et se transforment en ballet d'étoiles. Tandis que la musique devient de plus en plus rythmée, la caméra accélère dans l'espace, jusqu'à intégrer l'intérieur d'un vaisseau spatial.

L'écran géant s'ouvre en deux, dévoilant un cercle bleu rappelant la porte des étoiles de Stargate, alors que huit trapèzes constitués de tubes métalliques et de projecteurs s'assemblent, à l'image du détecteur de particules ATLAS. La porte centrale s'ouvre alors, faisant apparaître Mylène Farmer au son d'À force de..., portant une tenue rose pâle avec un voile flottant derrière elle. Un des trapèzes se transforme en escalier, que la chanteuse emprunte pour descendre sur scène.

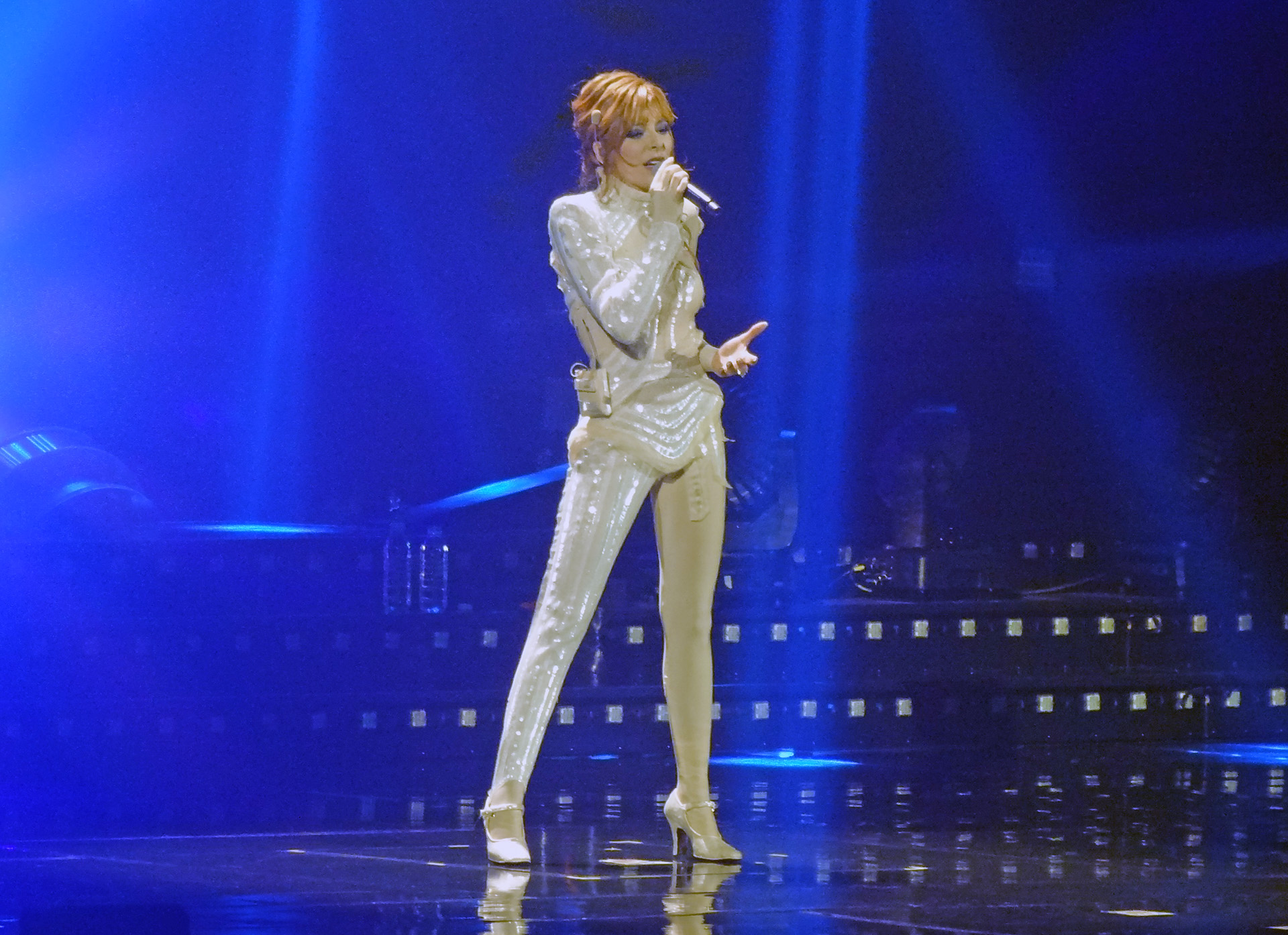
Mylène Farmer interprète Comme j'ai mal.

Des lasers bleus entourent Mylène Farmer, qui a enlevé son voile et commence à chanter Comme j'ai mal dans une version plus épurée. Tandis que les trapèzes se séparent et regagnent le plafond, les musiciens apparaissent, s'élevant du dessous de la scène.
Toujours sous des tons bleutés, deux robots blancs sortent du centre de la scène, tandis que sur chaque extrémité figurent les silhouettes immobiles de six danseurs. Alors que commence la musique de C'est une belle journée, les robots tentent une chorégraphie qui ne correspond pas au titre, ce qui amuse la chanteuse qui se met à leur montrer les pas : les robots se synchronisent aux pas de danse, tandis que les danseurs les rejoignent au centre de la scène, afin d'effectuer la chorégraphie tous ensemble.

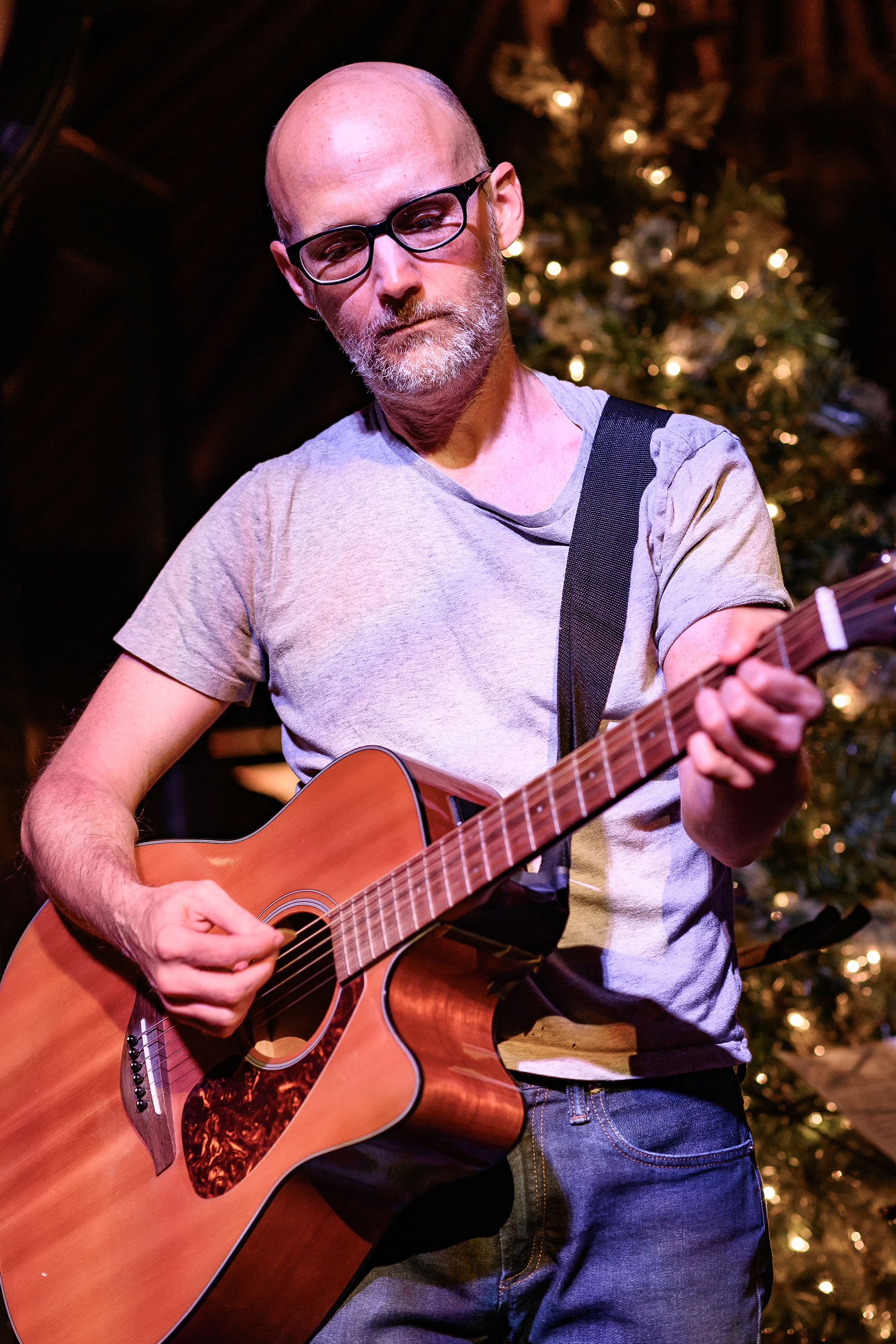
Moby.

Des lumières plus chaudes éclairent la scène pour Monkey Me, titre pour lequel Mylène Farmer est entourée de trois musiciens dont les guitares sont recouvertes de LED.
Le visage de Moby apparaît ensuite sur écran géant, dans des tons bleutés, pour un duo virtuel avec la chanteuse sur Slipping Away (Crier la vie).
Celle-ci enchaîne avec Elle a dit, interprété derrière un pied de micro et sous des lumières roses.
Les premières notes de Oui mais... non déclenchent l'hystérie dans la salle. Dans une mise en scène et une chorégraphie rappelant celles du clip, Mylène Farmer, assise sur un fauteuil, est entourée de ses six danseurs torses nus. Derrière eux, l'écran géant projette un habillage vidéo reprenant les silhouettes des danseurs démultipliées en grand nombre.

À la fin du titre, les robots réapparaissent, cette fois au nombre de cinq. Après quelques mesures du Piano Trio N°2 de Schubert, ceux-ci entament une chorégraphie très dynamique sur des sonorités électro (dont un passage ressemblant à No Superstar de Remady), éclairés par des lasers et stroboscopes très colorés.

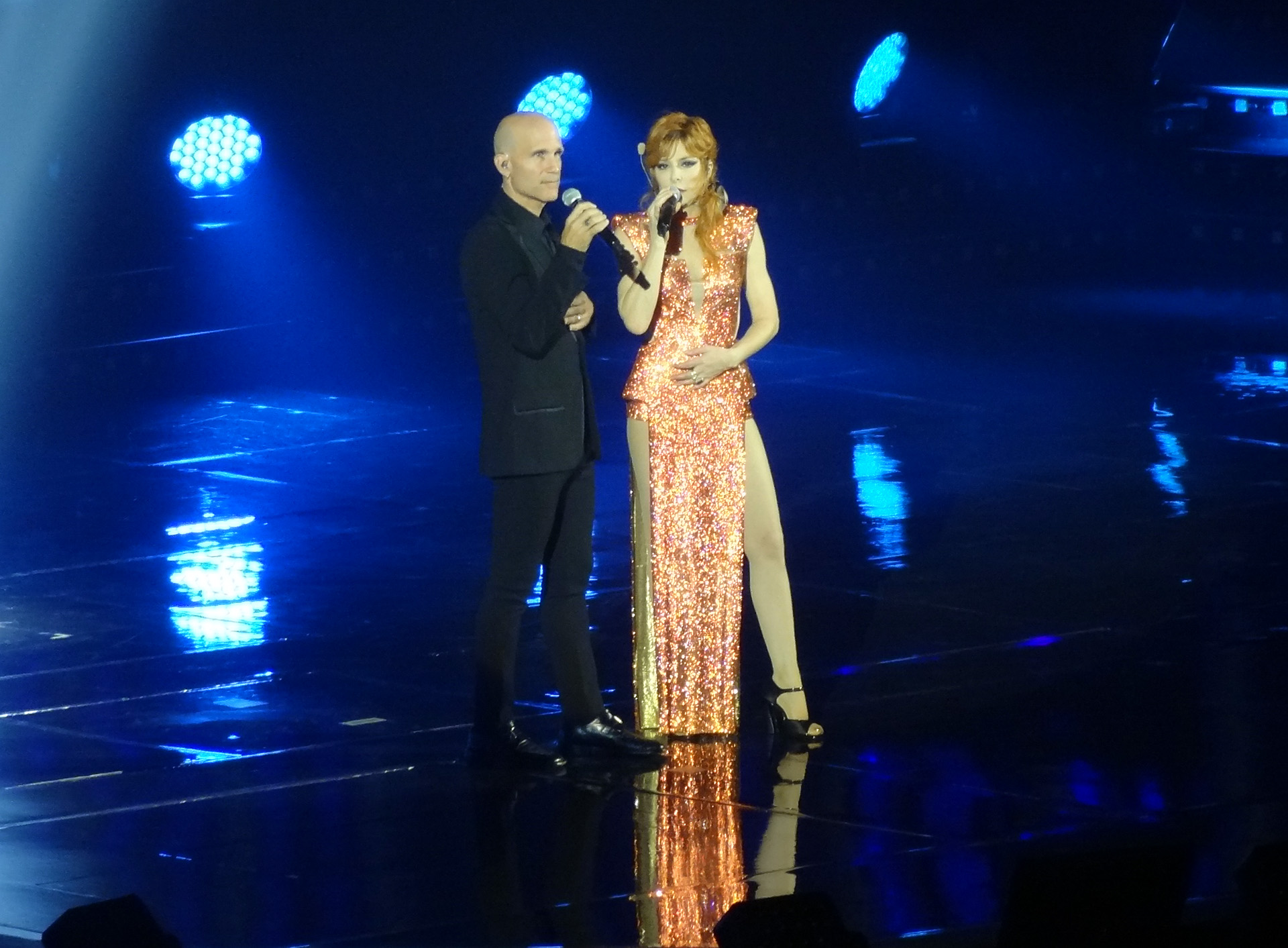
Mylène Farmer et Gary Jules.

L'ambiance se calme ensuite, au son de quelques notes de piano. Un projecteur éclaire la silhouette du chanteur américain Gary Jules, qui interprète en piano-voix sa reprise de Mad World, un titre de Tears for Fears.
Mylène Farmer, vêtue d'une robe échancrée recouverte de cristaux Swarovski aux reflets orangés, le rejoint et continue le titre en duo avec lui. Ensemble, ils poursuivent avec Les mots (que la chanteuse interprétait à l'origine avec Seal).

Seule avec Yvan Cassar, Mylène Farmer enchaîne, toujours en piano-voix, avec les ballades Je te dis tout (pour laquelle elle verse souvent quelques larmes) et Et pourtant.
Après un interlude musical, la chanteuse réapparaît dans une tenue noire et baroque, tandis que l'écran géant diffuse des images de synthèse dans des tons rouges d'une veuve noire. Entourée de ses danseurs vêtus de camisoles de force, elle interprète Désenchantée et effectue avec eux la chorégraphie du titre, avant de faire reprendre plusieurs fois le refrain au public.

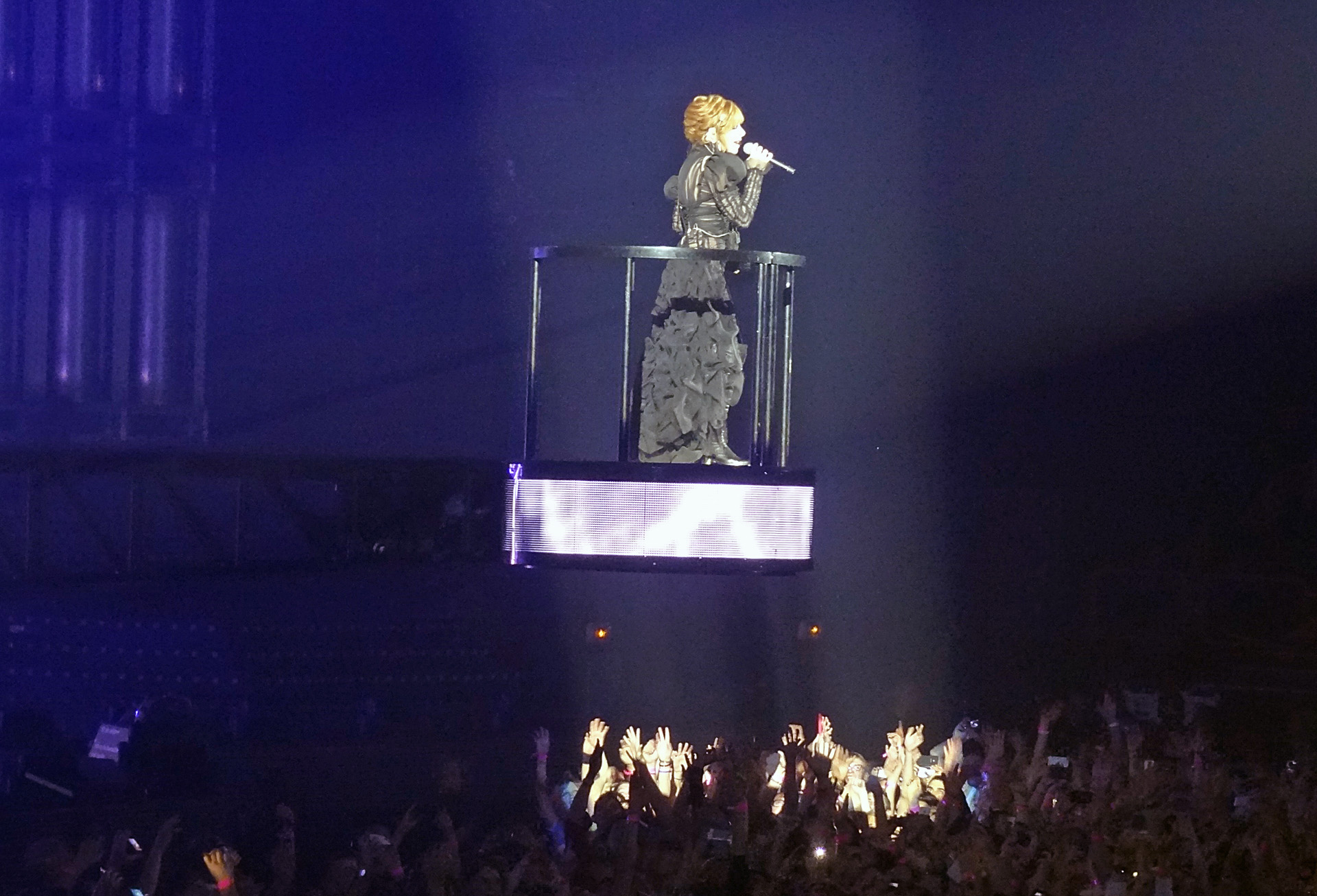
Mylène Farmer chante Bleu noir sur une nacelle au-dessus du public.

Les lumières reprennent des tons bleutés pour Bleu noir, titre pour lequel Mylène Farmer est juchée sur une plateforme qui s'élève sur la scène et qui survole ensuite le public.
Revenue sur scène, elle interprète Diabolique mon ange derrière un pied de micro, éclairée par un projecteur blanc situé derrière elle. Les trapèzes descendent alors du plafond et éclairent la chanteuse d'une lumière rouge pesante, avant une fin instrumentale très rock durant laquelle les écrans diffusent de grandes flammes vertes.

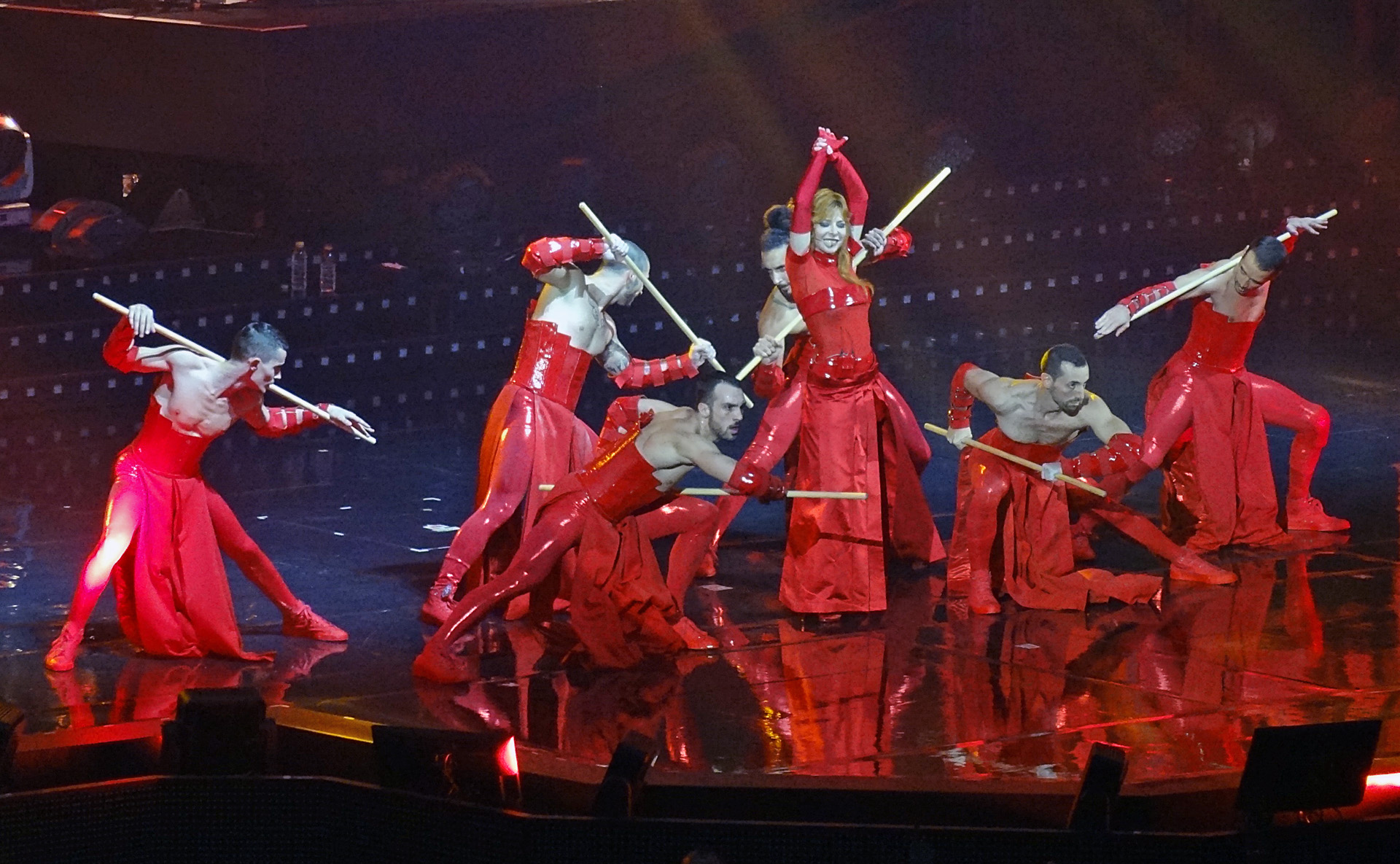
Mylène Farmer entourée de ses danseurs pour Sans contrefaçon.

Vêtus de tenues de samouraïs rouges, les danseurs reviennent sur scène et entament une chorégraphie avec des bâtons d'arts martiaux. Sous des lumières rouges et jaunes, la chanteuse les rejoint, vêtue également d'une tenue rouge, pour une version de Sans contrefaçon mêlant des sonorités asiatiques.

Elle entonne ensuite le premier couplet de Maman a tort, qu'elle fait chanter deux fois au public.
Après avoir enlevé sa cape, la chanteuse, dans une tenue sexy rappelant des personnages manga, enchaîne avec Je t'aime mélancolie. Les danseurs, à nouveau torses nus, la rejoignent et effectuent avec elle la chorégraphie du titre, tandis que les écrans géants diffusent sur un fond rouge des images de rouages d'horlogerie et de gants de boxe.

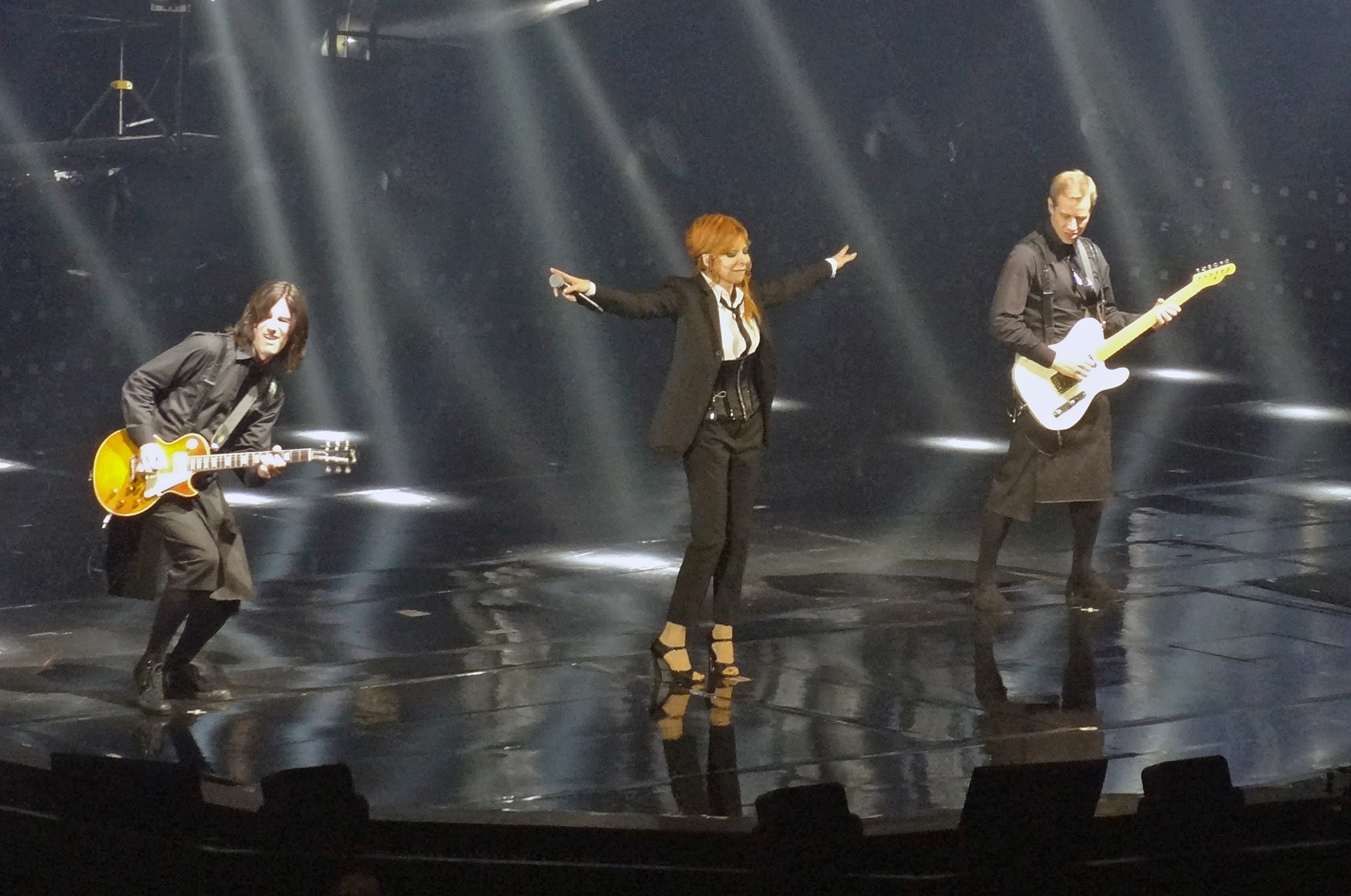
Mylène Farmer interprète XXL.

Un cercle de lumière situé au plafond éclaire ensuite Mylène Farmer, vêtue d'un costume-cravate noir et blanc, qui commence XXL dans une version très douce. Le cercle de lumière descend progressivement et se pose à la verticale derrière la chanteuse. À la fin du premier refrain, la musique rock retentit et le cercle de lumière se met à tournoyer. Les trapèzes redescendent également et éclairent la scène de stroboscopes blancs.

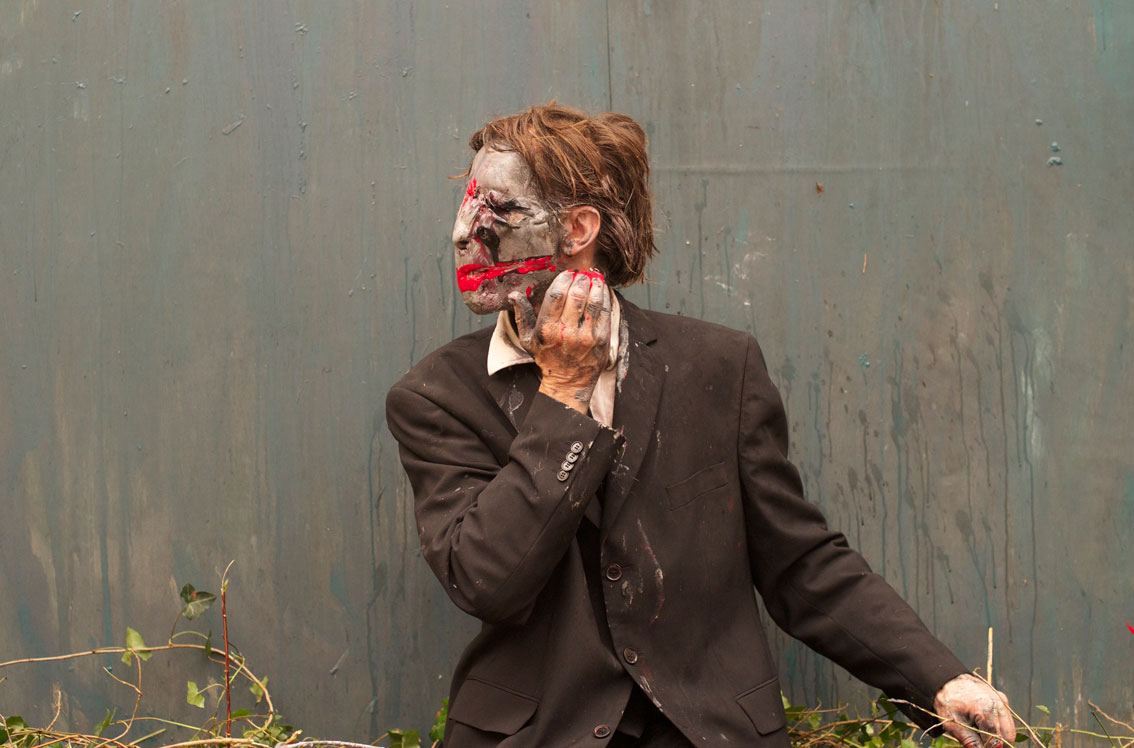
Olivier de Sagazan en pleine Transfiguration.

Les danseurs, vêtus eux aussi de costumes-cravates, reviennent sur scène pour À l'ombre et reproduisent la chorégraphie du clip, tandis que les écrans géants diffusent une performance de Transfiguration d'Olivier de Sagazan dans des tons rouges.
Après une reprise musicale durant laquelle des bulles de gaz tombent du plafond, la chanteuse salue la foule et embrasse ses danseurs un par un.
La scène reprend ensuite une teinte bleutée, avec des images sur les écrans géants rappelant un monde englouti et les tests de Rorschach. Mylène Farmer, qui a revêtu le costume du début auquel elle a ajouté une cape, réapparaît pour interpréter la ballade Inséparables. Les robots reviennent une dernière fois afin de saluer la chanteuse.

Éclairée par des lasers blancs, elle conclut avec Rêver. Au-dessus d'elle, le cercle de lumières redescend lentement pour, à la fin du titre, dégager une énorme fumée blanche recouvrant l'intégralité de la scène. Une fois la fumée estompée, la scène est alors totalement vide : la chanteuse, les musiciens et le décor ont disparu. Le rideau de LED se referme.

## Déroulement de la tournée

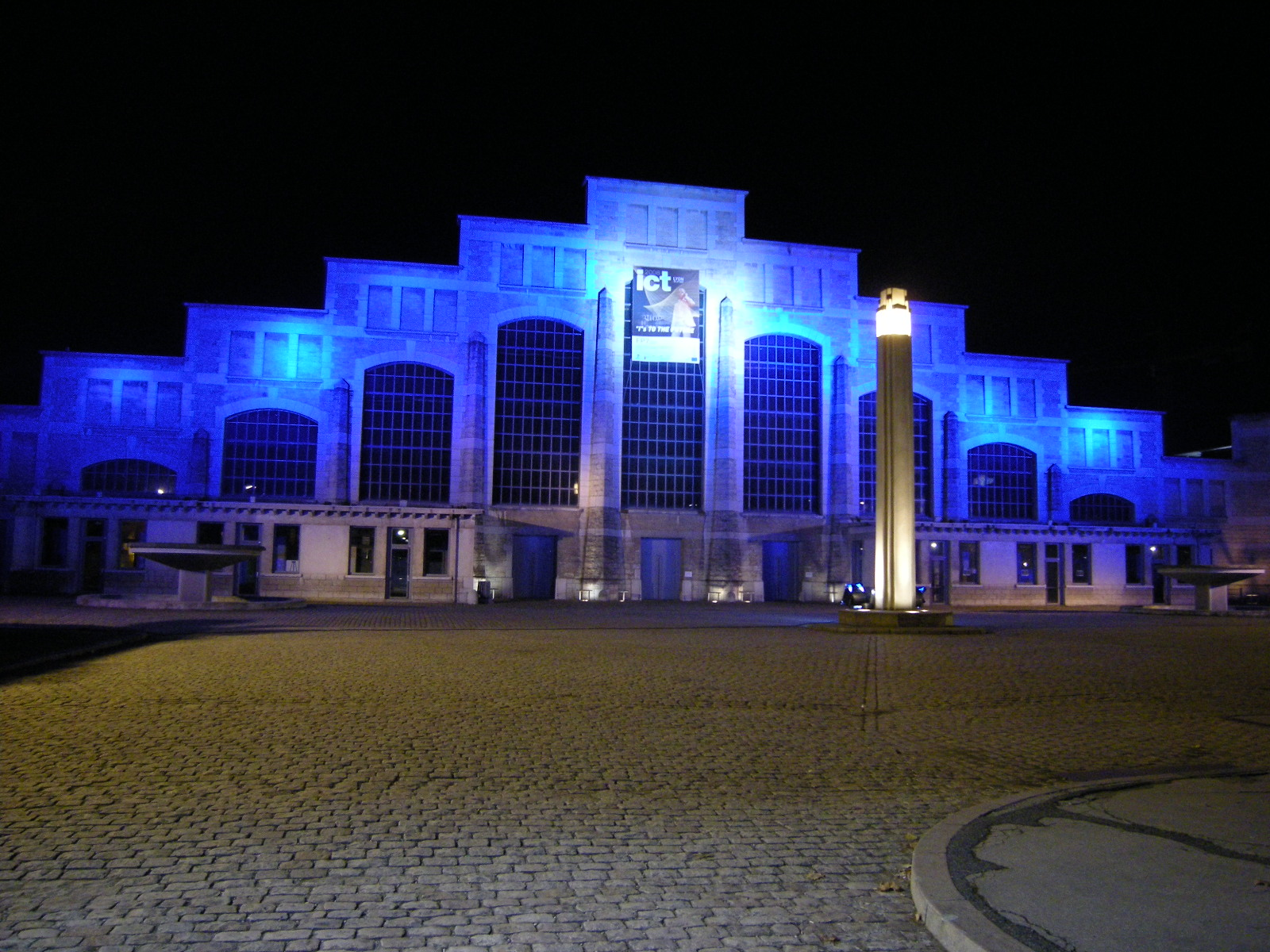
La Halle Tony-Garnier de Lyon.

Commencées au studio Planète Live à Bondy au début du mois d'août 2013, les répétitions se poursuivent au Palais omnisports de Paris-Bercy deux semaines avant la première date dans cette même salle, le 7 septembre 2013.
Dès le premier concert, les critiques saluent la qualité du spectacle et les moyens mis en œuvre,,.
Après avoir rempli le Palais omnisports de Paris-Bercy durant dix soirs, Mylène Farmer part en tournée, remplissant les plus grandes salles de France (dont la Halle Tony-Garnier de Lyon, où le spectacle est filmé), de Belgique, de Suisse, mais aussi de Russie et de Biélorussie.
La tournée se termine au Palais Nikaïa de Nice le 6 décembre 2013 (salle dans laquelle elle avait commencé sa précédente tournée). Au total, Timeless 2013 a rassemblé plus de 500 000 spectateurs.

### Liste des dates et villes
| Date              | Ville             | Pays        | Lieu                             | Affluence                                                    |
| ----------------- | ----------------- | ----------- | -------------------------------- | ------------------------------------------------------------ |
| 7 septembre 2013  | Paris             | France      | Palais Omnisports de Paris-Bercy | 17 000 par soir (complet) soit 170 000 spectateurs au total, |
| 8 septembre 2013  | Paris             | France      | Palais Omnisports de Paris-Bercy | 17 000 par soir (complet) soit 170 000 spectateurs au total, |
| 10 septembre 2013 | Paris             | France      | Palais Omnisports de Paris-Bercy | 17 000 par soir (complet) soit 170 000 spectateurs au total, |
| 11 septembre 2013 | Paris             | France      | Palais Omnisports de Paris-Bercy | 17 000 par soir (complet) soit 170 000 spectateurs au total, |
| 13 septembre 2013 | Paris             | France      | Palais Omnisports de Paris-Bercy | 17 000 par soir (complet) soit 170 000 spectateurs au total, |
| 14 septembre 2013 | Paris             | France      | Palais Omnisports de Paris-Bercy | 17 000 par soir (complet) soit 170 000 spectateurs au total, |
| 17 septembre 2013 | Paris             | France      | Palais Omnisports de Paris-Bercy | 17 000 par soir (complet) soit 170 000 spectateurs au total, |
| 18 septembre 2013 | Paris             | France      | Palais Omnisports de Paris-Bercy | 17 000 par soir (complet) soit 170 000 spectateurs au total, |
| 20 septembre 2013 | Paris             | France      | Palais Omnisports de Paris-Bercy | 17 000 par soir (complet) soit 170 000 spectateurs au total, |
| 21 septembre 2013 | Paris             | France      | Palais Omnisports de Paris-Bercy | 17 000 par soir (complet) soit 170 000 spectateurs au total, |
| 24 septembre 2013 | Lyon              | France      | Halle Tony-Garnier               | 11 500 par soir (complet) soit 46 000 spectateurs au total   |
| 25 septembre 2013 | Lyon              | France      | Halle Tony-Garnier               | 11 500 par soir (complet) soit 46 000 spectateurs au total   |
| 27 septembre 2013 | Lyon              | France      | Halle Tony-Garnier               | 11 500 par soir (complet) soit 46 000 spectateurs au total   |
| 28 septembre 2013 | Lyon              | France      | Halle Tony-Garnier               | 11 500 par soir (complet) soit 46 000 spectateurs au total   |
| 1er octobre 2013  | Montpellier       | France      | Park&Suites Arena                | 15 000 par soir (complet) soit 45 000 spectateurs au total   |
| 2 octobre 2013    | Montpellier       | France      | Park&Suites Arena                | 15 000 par soir (complet) soit 45 000 spectateurs au total   |
| 5 octobre 2013    | Montpellier       | France      | Park&Suites Arena                | 15 000 par soir (complet) soit 45 000 spectateurs au total   |
| 8 octobre 2013    | Nantes            | France      | Zénith                           | 10 000 par soir (complet) soit 40 000 spectateurs au total   |
| 9 octobre 2013    | Nantes            | France      | Zénith                           | 10 000 par soir (complet) soit 40 000 spectateurs au total   |
| 11 octobre 2013   | Nantes            | France      | Zénith                           | 10 000 par soir (complet) soit 40 000 spectateurs au total   |
| 12 octobre 2013   | Nantes            | France      | Zénith                           | 10 000 par soir (complet) soit 40 000 spectateurs au total   |
| 15 octobre 2013   | Strasbourg        | France      | Zénith                           | 12 000 par soir (complet) soit 24 000 spectateurs au total   |
| 16 octobre 2013   | Strasbourg        | France      | Zénith                           | 12 000 par soir (complet) soit 24 000 spectateurs au total   |
| 18 octobre 2013   | Genève            | Suisse      | Palexpo                          | 13 000 par soir (complet) soit 26 000 spectateurs au total   |
| 19 octobre 2013   | Genève            | Suisse      | Palexpo                          | 13 000 par soir (complet) soit 26 000 spectateurs au total   |
| 27 octobre 2013   | Minsk             | Biélorussie | Minsk-Arena                      | 10 000                                                       |
| 1er novembre 2013 | Moscou            | Russie      | Olimpiisky                       | 20 000                                                       |
| 4 novembre 2013   | Saint-Pétersbourg | Russie      | SKK Arena                        | 15 000                                                       |
| 13 novembre 2013  | Bruxelles         | Belgique    | Palais 12                        | 15 000 par soir (complet) soit 45 000 spectateurs au total   |
| 15 novembre 2013  | Bruxelles         | Belgique    | Palais 12                        | 15 000 par soir (complet) soit 45 000 spectateurs au total   |
| 16 novembre 2013  | Bruxelles         | Belgique    | Palais 12                        | 15 000 par soir (complet) soit 45 000 spectateurs au total   |
| 20 novembre 2013  | Douai             | France      | Gayant Expo                      | 9 000 par soir (complet) soit 27 000 spectateurs au total    |
| 22 novembre 2013  | Douai             | France      | Gayant Expo                      | 9 000 par soir (complet) soit 27 000 spectateurs au total    |
| 23 novembre 2013  | Douai             | France      | Gayant Expo                      | 9 000 par soir (complet) soit 27 000 spectateurs au total    |
| 27 novembre 2013  | Toulouse          | France      | Zénith                           | 9 300 par soir (complet) soit 28 000 spectateurs au total    |
| 28 novembre 2013  | Toulouse          | France      | Zénith                           | 9 300 par soir (complet) soit 28 000 spectateurs au total    |
| 30 novembre 2013  | Toulouse          | France      | Zénith                           | 9 300 par soir (complet) soit 28 000 spectateurs au total    |
| 3 décembre 2013   | Clermont-Ferrand  | France      | Zénith d'Auvergne                | 8 500 (complet)                                              |
| 6 décembre 2013   | Nice              | France      | Palais Nikaïa                    | 9 000 (complet)                                              |

## Accueil critique
- « Mylène Farmer met de côté les imageries les plus sombres, tout comme les accroches libertines. Elle propose un show pop et techno, qu'elle porte plutôt bien vocalement, tourné vers la joie amoureuse et le romantisme plus que vers le mal-être qu'elle a pu explorer à d'autres périodes. En complicité rieuse, cela donne un joli plus de vie à la mécanique du grand spectacle. » (Le Monde)[16]
- « Que l'on soit fan ou pas, chapeau bas devant le travail et le professionnalisme de Mylène Farmer. Elle ne laisse rien au hasard, pas même l'émotion, et rend à son public tout ce qu'il lui offre. On ressort du concert abasourdi, aveuglé et ébahi. Interloqué aussi. Mais admiratif assurément. » (Le Figaro)[18]
- « La chanteuse en communion avec son public a offert un spectacle qui nous en a mis plein la vue et plein les oreilles : vieux tubes, singles de ses deux derniers albums Bleu noir et Monkey Me, duo virtuel avec Moby en vidéo... Mylène Farmer, plus en forme que jamais, s'est emparée de la scène, courant dans tous les sens. Dans les décors de Mark Fisher, designer de Madonna, de Lady Gaga ou des Stones, et vêtue de costumes créés par Jean-Paul Gaultier, la chanteuse de 52 ans a livré un show à sa démesure, pourtant très différent du précédent. » (Le Journal du dimanche)[17]
- « Malgré des temps morts, avec ses vingt et un titres qui alternent vieux tubes et nouveautés, le concert est rondement mené. Public au diapason, orchestre impeccable, danseurs athlètes très en rythme, décors raccord avec le thème - même les guitares et le piano sont revêtus de leds. Comme toujours, les spectateurs repartent galvanisés de la planète Farmer. » (Le Figaro Magazine)[31]
- « Plus qu'un concert (mais ça, on s'en doutait avant d'y aller), le show est aussi imposant que millimétré et ne devrait décevoir ni fans ni profanes à condition d'aimer les grosses machines qui tournent bien (trop ?) rond. » (Moustique)[32]
- « Un show abracadabrantesque et poétique. Dans un déluge d'effets, le show de Mylène Farmer n'oublie pas l'intimité. » (Le Progrès)[33]
- « Une mise en scène techniquement prodigieuse, au débit intraitable. » (Dernières Nouvelles d'Alsace)[34]
- « Tour à tour tendre et spectaculaire, la chanteuse - moins libertine, plus touchante qu'autrefois - a livré une prestation parfaite. » (24 heures)[35]
- « Un spectacle millimétré et époustouflant. [...] On ressort de Timeless 2013 sonné. C'est du lourd et ça retourne. Les fans en ont eu pour leur attente et leur argent. » (Le Soir)[36]
- « Malgré son gigantisme, le spectacle reste un vrai tour de chant [...] Un show plus incarné, plus humain, au cours duquel la chanteuse n'hésite pas à se moquer de son hypersensibilité et à rendre hommage à ses fans. » (Nice-Matin)[37]

## Crédits
| - Conception et direction artistique : Mylène Farmer et Laurent Boutonnat - Management et production du spectacle : Thierry Suc - Direction musicale, claviers et piano : Yvan Cassar - Claviers : Eric Chevalier - Guitares : Bernard Gregory Suran Jr et Peter Thorn - Basse : Jonathan Button - Batterie : Charles Paxson - Choristes : Estha Divine et Johanna Manchec - Production exécutive : Paul Van Parys pour Stuffed Monkey - Danseurs : Aziz Baki, Nicholas Menna, Manuel Gouffran, Raphael Baptista, Ivo Bauchiero et Mehdi Baki - Chorégraphies : - Mylène Farmer et Christophe Danchaud pour Désenchantée, Sans contrefaçon, Je t'aime mélancolie et C'est une belle journée - Franck Desplanches pour À l'ombre - David Leighton pour Oui mais...non - Coordinateur chorégraphique : Christophe Danchaud, sauf : - Oui mais...non : Valéry Bony et Christophe Danchaud - Performeur et auteur de la transfiguration sur À l'ombre : Olivier de Sagazan | - Conception du décor : Mark Fisher et Ric Lipson - Conception des lumières : Dimitri Vassiliu - Son salle : Stéphane Plisson pour la société Maw - Conception des images : Eve Ramboz, Luc Froehlicher et Laszlo Bordos - Création des costumes : Jean-Paul Gaultier - Création coiffure : John Nollet - Maquillage : Carole Lasnier - Coiffure : Frédéric Birault - Préparateur physique de Mylène Farmer : Hervé Lewis - Coach vocal : Karen Nimereala - Directeur de production : Didier Gaume - Direction de production TS3 : Vincent Pitras - Direction technique : Georges Meley - Tour Manager : Philippe Mongay - Consultant de production : Thierry Teodori - Régisseurs plateau : Jean-Marie Barbe et Fabien Houari - Administratrice : Marie-Thérèse Boisseau - Photos : Nathalie Delépine, Claude Gassian et Robin |

## Album et vidéoLive

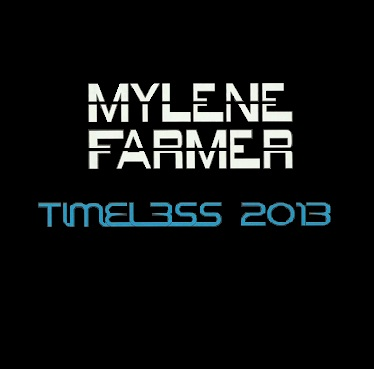
Logo de l'album Timeless 2013.

Enregistré lors des concerts du 24, 25, 27 et 28 septembre 2013 à la Halle Tony-Garnier de Lyon, l'album Timeless 2013 paraît le 9 décembre 2013 (trois jours après la dernière date de la tournée).

Bien que Mylène Farmer n'en fasse aucune promotion, l'album se classe directement n°2 des ventes en France (derrière Racine Carrée de Stromae), s'écoulant à plus de 71 000 exemplaires en une semaine.
Certifié disque de platine en France et disque d'or en Belgique, il se vend à plus de 200 000 exemplaires.
Le film du spectacle est diffusé dans 230 salles de cinéma le 27 mars 2014, rassemblant plus de 107 000 spectateurs en un soir et battant ainsi le record du nombre de spectateurs pour ce type d'évènement.
Le DVD du spectacle paraît le 16 mai 2014. En un mois, il s'écoule à plus de 170 000 exemplaires en France, où il est certifié DVD de diamant et reste n°1 des ventes durant 21 semaines.

N°1 des ventes en Belgique durant 16 semaines, le DVD se classe également n°1 en Suisse et atteint la 8e place aux Pays-Bas.